# جورج أ. براكيت
جورج أ. براكيت هو شخصية أعمال وسياسي أمريكي، ولد في 16 سبتمبر 1836 في كاليس في الولايات المتحدة، وتوفي في 17 مايو 1921 في مينيابوليس في الولايات المتحدة. نشط حزبياً في الحزب الجمهوري. وقد انتخب عمدة منيابولس ‏ (8 أبريل 1873 – 14 أبريل 1874).